# FK Mladost Carev Dvor
O FK Mladost Carev Dvor é um clube de futebol macedônio com sede em Carev Dvor. A equipe compete no Campeonato Macedônio de Futebol.

## História
O clube foi fundado em 1930.